# Behördenviertel

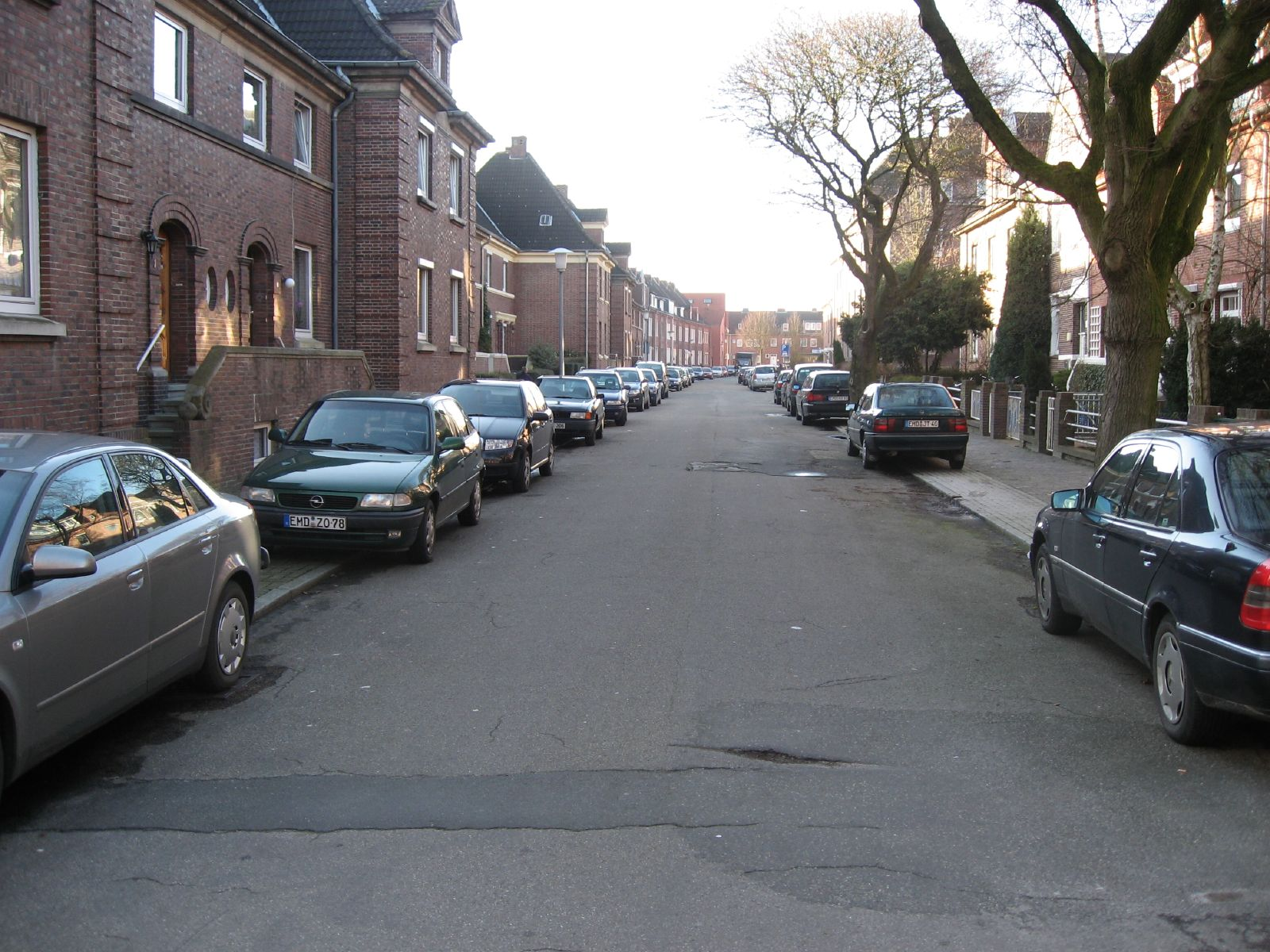
Straßenzug im Behördenviertel

Im Behördenviertel der Stadt Emden befinden sich die Ämter der örtlichen Stadtverwaltung und mehrere weitere Behörden sowie Dienstleister. Die Stadtverwaltung rechnet das Behördenviertel statistisch zum Stadtzentrum und weist daher keine separaten Einwohnerzahlen aus. Die sechs Stadtteile des Stadtzentrums haben zusammen 8677 Einwohner.

## Lage
Das Behördenviertel liegt westlich und nördlich der Altstadt. Südwestlich des Viertels liegt Port Arthur/Transvaal, westlich Constantia. Im Norden grenzt das Behördenviertel an Früchteburg und am Ende der Ringstraße auf einem kleinen Abschnitt auch an Boltentor in Höhe des Emder Walls. Gegenüber dem Alten Binnenhafen liegt Klein-Faldern.
Die Grenze zur Altstadt bildet die Emsmauerstraße, die dem Verlauf der früheren Emsmauer folgt. Bis dorthin dehnte sich in der Vergangenheit die Altstadt aus, südlich davon verlief die Ems. Des Weiteren bildet eine ungefähre Verlängerung der Emsmauerstraße in Richtung Burgplatz die Grenze zwischen dem historischen Siedlungskern und dem Behördenviertel. Nahe dem Burgplatz sind noch wenige Überreste der alten Emsmauer zu sehen. Die südwestliche und westliche Grenze gegenüber Port Arthur/Transvaal und Constantia bildet die Bahnstrecke Rheine–Norddeich Mole der Deutschen Bahn. Die Grenze zu Klein-Faldern wird vom Alten Binnenhafen gebildet, die Grenze zu Früchteburg im Norden vom Larrelter Tief.

## Geschichte
Der Stadtteil ist relativ jung und entstand erst ab dem ausgehenden 19. Jahrhundert. In den umliegenden Wohnstraßen hat die örtliche Beamten-Bau-Wohngenossenschaft Anfang des 20. Jahrhunderts und besonders zur Zeit der Weimarer Republik Wohnungen errichtet, die (zunächst nur) an die Bediensteten der Behörden vermietet wurden. Dies trug dem Viertel den Namen ein.
Seit den frühen 1970er-Jahren sind der Hauptbahnhof und sein Umfeld völlig neu gestaltet worden. Den Anfang machte der Bahnhof selbst: Er wurde komplett neu erbaut und 1973 eröffnet. In den folgenden Jahren folgte der Umzug der Emder Hauptpost von der Cirksenastraße an den Bahnhofsplatz. Die alte Hauptpost wird seither als Jugend- und Kulturzentrum Alte Post genutzt. Ebenfalls neu entstanden ist die Polizeiwache gegenüber dem Bahnhof, die aus dem Stadtteil Groß-Faldern (Brückstraße) dorthin umzog. Ein achtstöckiges Wohnhochhaus in unmittelbarer Nähe komplettiert das moderne Ensemble im Stil der 1970er- und frühen 1980er-Jahre. Seit den 2000er-Jahren befindet sich in einer ehemaligen Gaststätte neben dem Bahnhof Emdens einzige Moschee, die Eyüp-Sultan-Moschee.

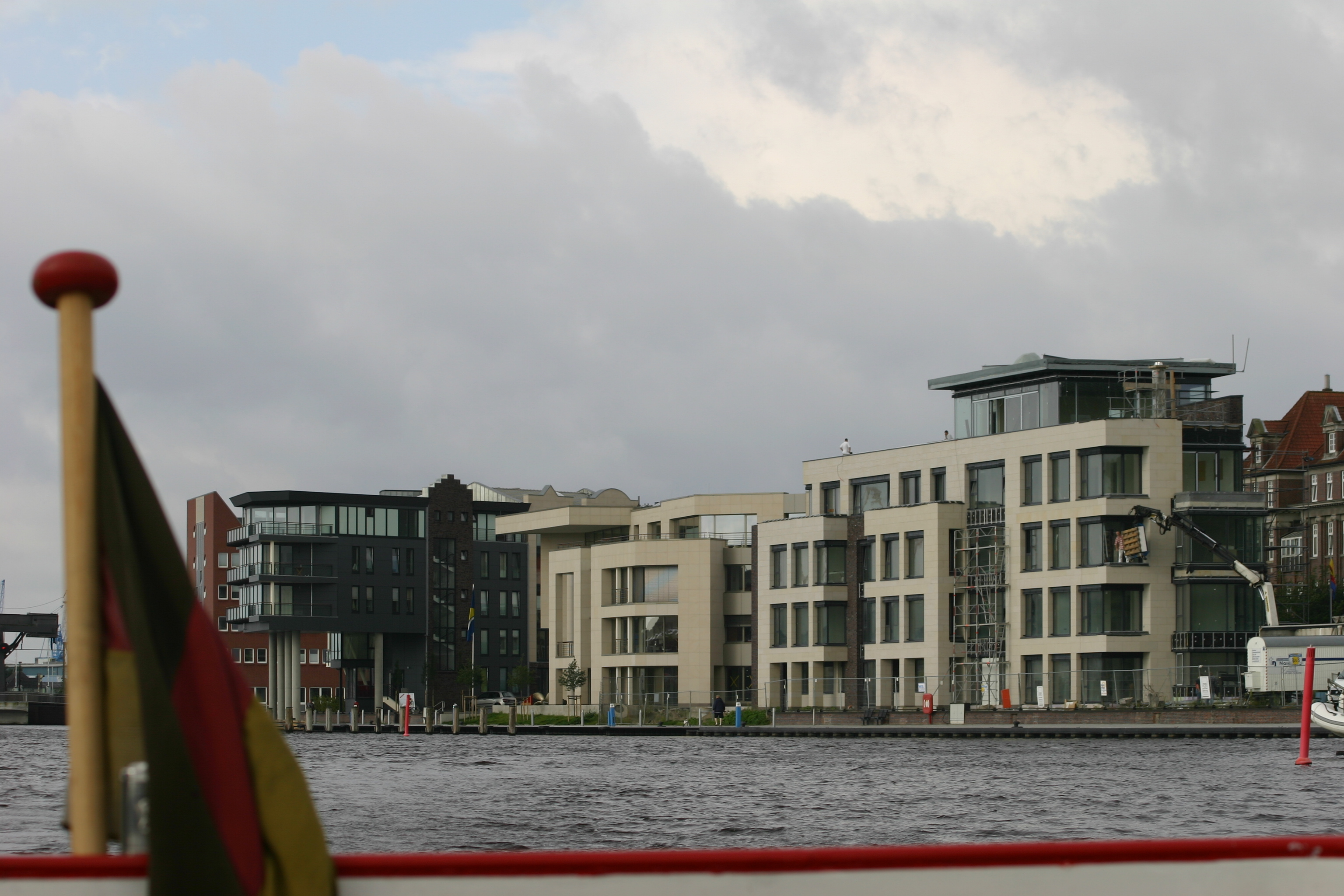
Die westliche Seite des „Alten Binnenhafens“ mit Reedereikontor und Wohnungen

Im Zuge der Förderung des Tourismus in der Stadt und der Erhöhung der Lebensqualität im Stadtzentrum wurde seit Ende der 1990er Jahre das Projekt „Alter Binnenhafen“ entwickelt. Die inzwischen längst nicht mehr für den Warenumschlag genutzten historischen Teile des Emder Hafens (Ratsdelft, Falderndelft, Alter Binnenhafen, Eisenbahndock) wurden und werden dabei einer neuen Nutzung zugeführt.
Im Einzelnen sind folgende Maßnahmen umgesetzt worden:
- Bau von Bürogebäuden (u. a. für die Reederei Lauterjung), eines Gebäudes für die Emder Stadtverwaltung sowie von Eigentumswohnungen auf der Westseite des alten Hafenteils.
- Anlegung einer Promenade rund um den historischen Hafen, von ca. 250 Bootsliegeplätzen sowie 45 Wohnmobil-Stellplätzen.
- Entwicklung eines neuen Stadtviertels mit Gartenhofhäusern und Steganlagen auf der Ostseite des historischen Hafens.
- Neue kulturelle und gastronomische Einrichtungen.

Die bislang bekannt gewordene Investitionssumme allein für die Gebäude auf der Westseite des Binnenhafens (also im Behördenviertel) sowie Promenade/Stell-/Liegeplätze beläuft sich auf mindestens 35 Millionen Euro, davon rund acht Millionen Euro öffentliches Kapital.
Noch nicht umgesetzt wurden die folgenden, noch in Planung oder im Bau befindlichen Projekte:
- Umbauung und Umnutzung des Weltkriegsbunkers an der Nesserlander Straße (Planung).
- Bau eines Hotels des gehobenen Standards (Planung).
- Erweiterung des Wohnkomplexes mit Eigentumswohnungen (Planung).
- Bau eines weiteren Bürogebäudes (im Bau).

## Wirtschaft

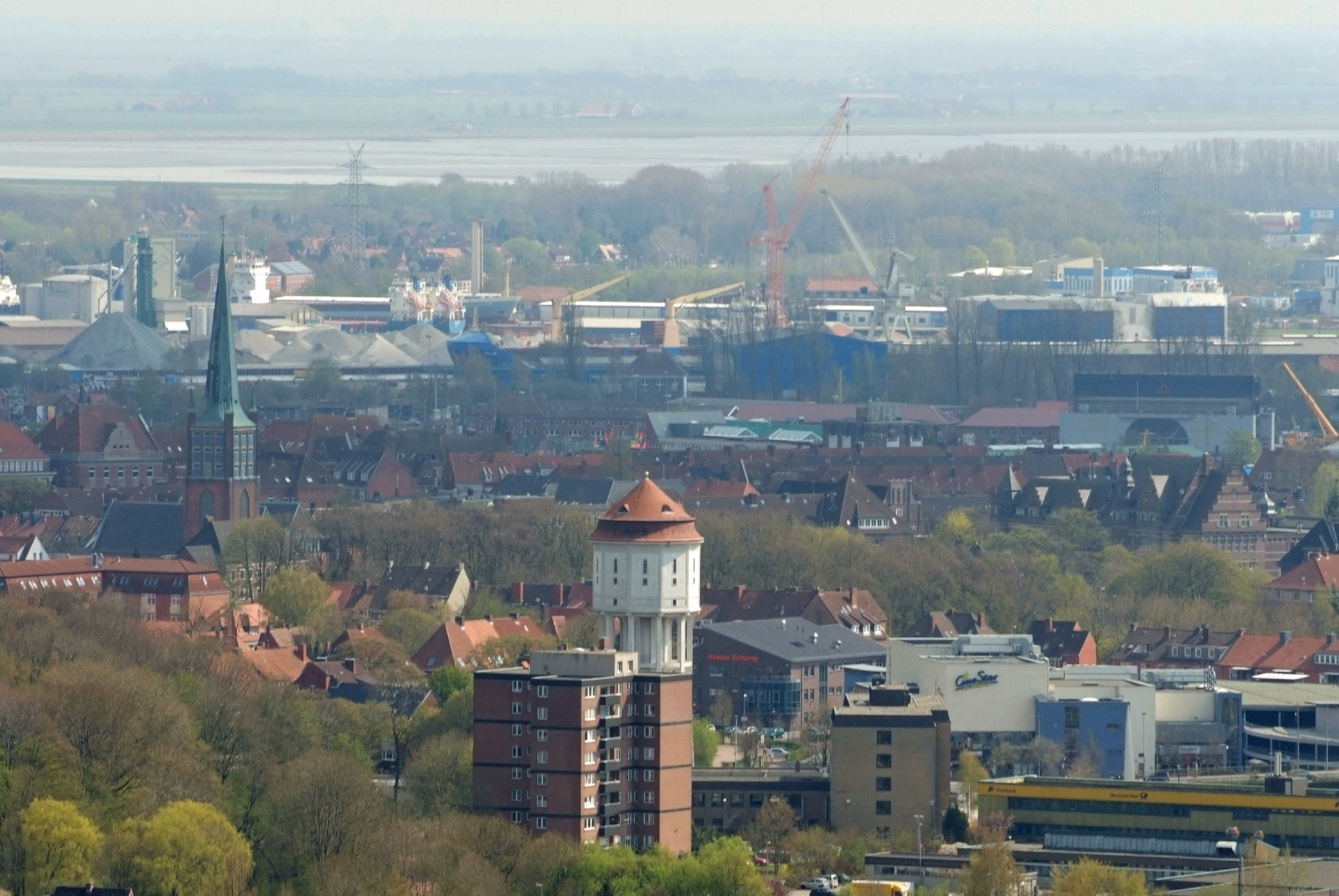
Teile des Behördenviertels: In der Bildmitte der Wasserturm Emden, davor eines der beiden Punkthochhäuser des Viertels. Rechts daneben ist das hell geklinkerte Polizeigebäude zu sehen, wiederum rechts davon die Hauptpost (heute eine Filiale der Deutschen Post AG). Rechts hinter dem Wasserturm befinden sich das Verlagsgebäude der Emder Zeitung und das Multiplex-Kino. Am rechten mittleren Bildrand ist das Amtsgerichtsgebäude aus dem Jahr 1911 auszumachen. Im Hintergrund Teile des Emder Hafens und die Ems.

Im Behördenviertel sind keinerlei Industriebetriebe zu finden und auch nur sehr wenige andere produzierende Unternehmen mit Ausnahme von Handwerksbetrieben. Schwerpunkt der Wirtschaft sind private und vor allem öffentliche Dienstleistungen. Darunter sind die Emder Stadtverwaltung, das Finanzamt, das ehemalige Hauptzollamt (Anfang der Jahre 2000 in Oldenburg konzentriert), das Amtsgericht Emden und die Justizvollzugsanstalt sowie weitere öffentliche Einrichtungen wie die regionale Industrie- und Handelskammer – alle konzentriert an einem Straßenzug. Das Arbeitsgericht Emden liegt am Schweckendieckplatz, wo die Ringstraße auf die Nesserlander Straße trifft. Es ist in einem Kontorhaus aus der Zeit um 1900 untergebracht und befand sich zuvor nur wenige Dutzend Meter weiter nördlich in einem Neubau, der zugunsten eines geplanten Hotels weichen musste.
Zu den größeren privaten Dienstleistern im Behördenviertel zählt die Reederei Lauterjung, die in einem Neubau am Alten Binnenhafen ihr Domizil hat. Die im Hafenumschlag tätige EVAG hat ihren Sitz in einem Kontorgebäude an der Nesserlander Straße. In den früheren Reedereikontoren der Westfälischen Transport-Actien-Gesellschaft (Haus der Schiffahrt am Schweckendieckplatz) und von Fisser & van Doornum (Ringstraße) sind jetzt einzelne Bürodienstleister zu finden, desgleichen im Dollarthaus an der Ringstraße, wo unter anderem der im Bereich Wind- und Solarenergie tätige Dienstleister IfE seinen Sitz hat. Weitere Dienstleister mit maritimem Hintergrund sind die Emder Filialen der See-Berufsgenossenschaft und des Germanischen Lloyd.
Seit einem Umzug von der Innenstadt an die Ringstraße ist auch der Verlag der Emder Zeitung im Viertel ansässig. Die Sparkasse Aurich-Norden und die Commerzbank haben ihre einzigen Emder Filialen im Behördenviertel: erstere an der Großen Straße im Gebäude der früheren Landwirtschaftsschule, letztere am Delft. Die Hauptpost der Deutschen Post befindet sich in einem Gebäude unmittelbar nördlich des Hauptbahnhofs. Nahe dem Bahnhof liegt auch das Multiplex-Kino der Cinestar-Gruppe, das nach Schließung des traditionsreichen Apollo das einzige Kino der Stadt ist. Entlang der Nesserlander Straße und Ringstraße finden sich vielerlei Arzt- und Rechtsanwalts-Praxen.

## Verkehr

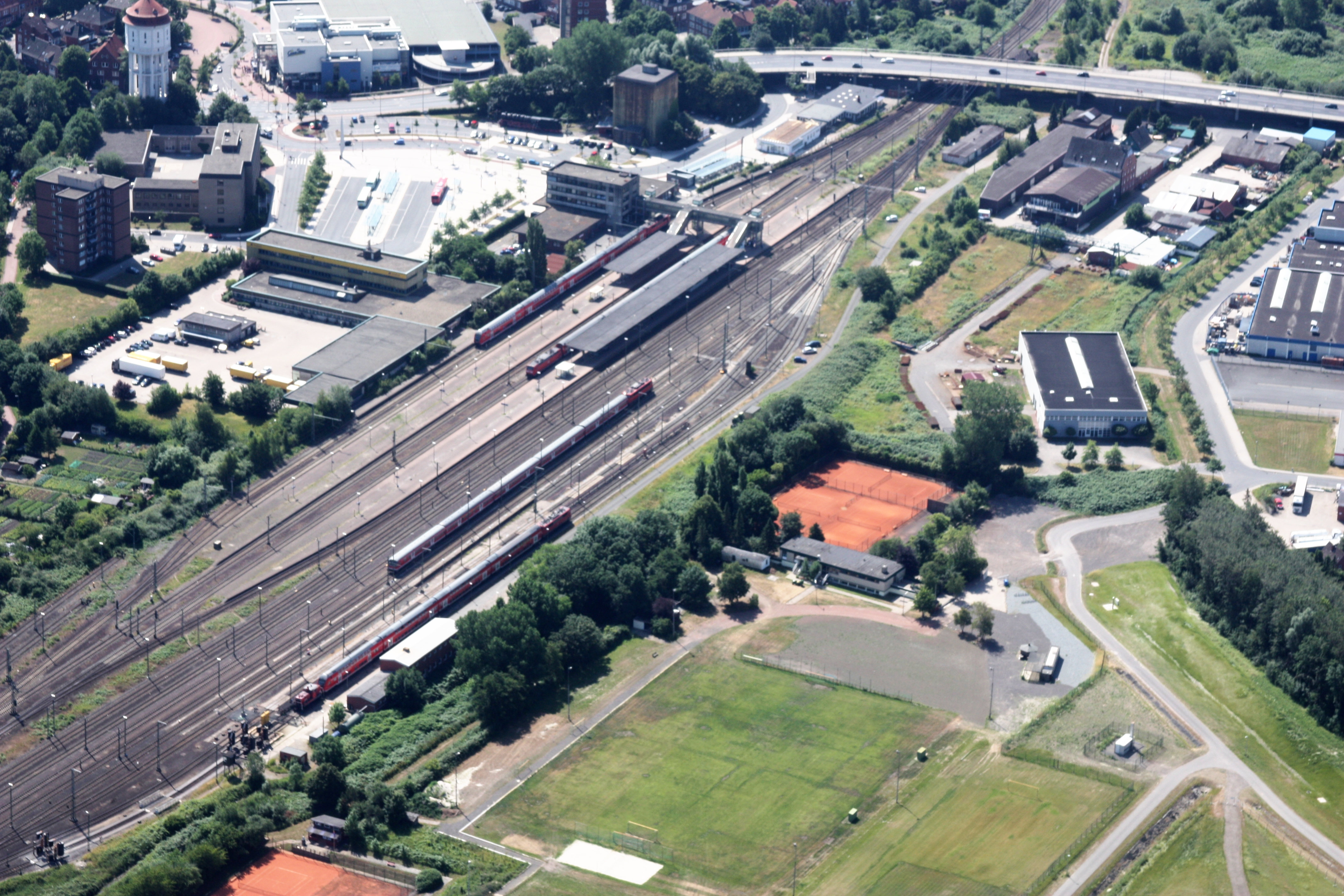
Emden Hauptbahnhof mit ZOB auf dem Bahnhofsvorplatz (links oben).

Im Norden des Viertels verläuft die Abdenastraße/Larrelter Straße, die Teil der in Ost-West-Richtung durch Emden führenden Landesstraße 2 ist. Nahe dem Bahnhof überquert sie seit Anfang der 1980er-Jahre die Gleise über eine Brücke. Dieser Abschnitt zählt mit mehr als 23.000 Kraftfahrzeugen pro Tag (Stand: Beginn der 2000er-Jahre) zu den am stärksten belasteten Straßenabschnitten Emdens und Ostfrieslands.
Die Ringstraße als innerstädtische Verbindungsstraße nimmt zwischen Großer Straße und Abdenastraße etwas mehr als 6000 Fahrzeuge auf, auf dem Abschnitt zwischen Großer Straße und Nesserlander Straße sind es ungefähr 5800. Die Nesserlander Straße wird zwischen Ratsdelft und Ringstraße von mehr als 7700 Fahrzeugen befahren, auf dem südlicheren Abschnitt bis zur Bahnkreuzung noch von mehr als 3700. Die Cirksenastraße in ihrem nördlichsten Abschnitt zwischen Ringstraße und Bahnkreuzung weist eine Kraftfahrzeugbelastung von gut 3100 Fahrzeugen am Tag auf, die Große Straße auf dem gesamten Abschnitt zwischen Bahnhof und Burgplatz von zirka 4000 Fahrzeugen.
In den 1970er-Jahren bestanden Pläne, die Ringstraße über die Abdenastraße hinaus durch das Boltentorviertel zu verlängern und einen innerstädtischen Verkehrsring bis zur Einmündung des Philosophenweges in die Auricher Straße/Neutorstraße zu bauen. Bereits nach der Vorstellung dieses Entwurfsplans durch das Planungsbüro Dr. Schubert wurde Kritik laut, weil die Straße entlang des Walls geführt hätte und zudem die vorhandene Bebauung hätte überbaut werden müssen. Die Straße ist nie gebaut worden.
Der ZOB auf dem Bahnhofsvorplatz ist der zentrale Knoten des öffentlichen Nahverkehrs in Emden. Von hier aus starten nicht nur die Busverbindungen ins Umland (Aurich, Norden, Pewsum und andere Orte), auch die vier Linien des Emder Stadtverkehrs treffen hier zusammen. Das Behördenviertel wird weiter von den Linien 501 und 503 erschlossen. Erstgenannte führt von Petkum über Borssum in die Innenstadt und weiter über Barenburg nach Harsweg. Sie verbindet damit mehrere der größten Stadtteile und ist somit die am stärksten frequentierteste Emdens. Zwischen Borssum und Barenburg gibt es zudem eine Verstärkerlinie. Die Linie 503 verbindet Constantia, die Innenstadt und Herrentor. Das Behördenviertel ist durch diese Taktung im Vergleich zu anderen Stadtteilen überdurchschnittlich gut vom Busverkehr erschlossen.

## Architektur und Städtebau

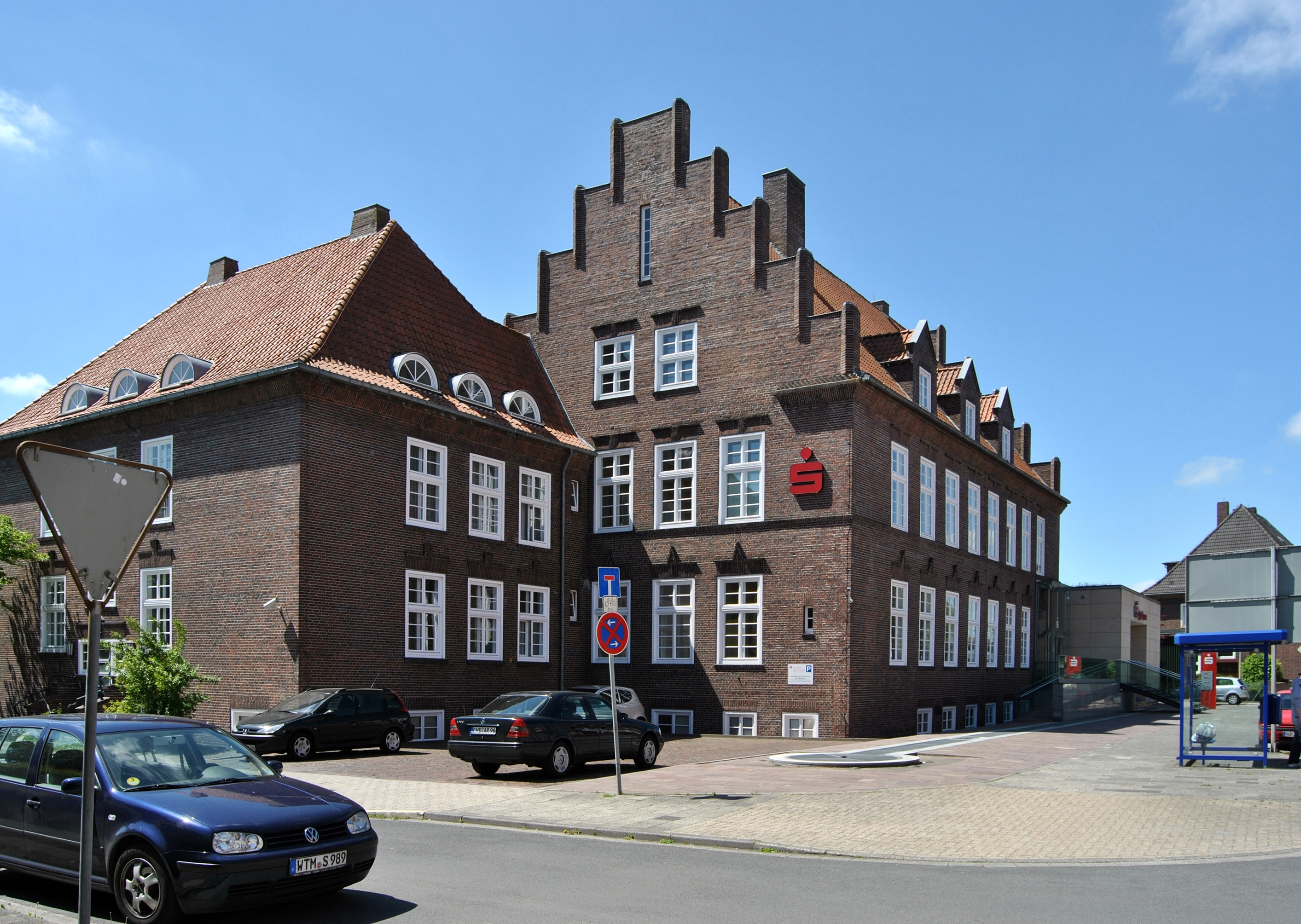
Filiale der Sparkasse Aurich-Norden an der Großen Straße

Viele der Amts- und Wohngebäude sind im Stile des Klinker-Expressionismus gehalten und stammen aus der Epoche zwischen der Zeit um 1900 und zirka 1930. Zu den herausragenden Einzelbauten gehört der Sitz der Emder Verkehrsgesellschaft: Er wurde vom Hamburger Architekten Fritz Höger geplant und 1913/14 fertiggestellt. Für den Denkmalpfleger Gottfried Kiesow stellt der Bau „ein wichtiges Zeugnis des norddeutschen Backsteinexpressionismus“ dar. Weitere Beispiele aus dieser Epoche sind das vom Architekten R. Dose entworfene Gebäude der Commerzbank und das im Stil der Neurenaissance gehaltene Amtsgerichtsgebäude aus dem Jahr 1911 mit dunklen Ziegeln mit Sandsteingliederungen. Ebenfalls dem Backsteinexpressionismus zuzuordnen sind die Filiale der Sparkasse Aurich-Norden an der Großen Straße und die ehemalige Hauptpost an der Cirksenastraße. Rund um den Schweckendieckplatz (Einmündung der Ringstraße in die Nesserlander Straße) finden sich weitere Gebäude aus der Entstehungszeit des Behördenviertels, darunter das Haus der Schiffahrt und der Handelshof. Eine Landmarke ist der unmittelbar in Bahnhofsnähe gelegene Emder Wasserturm aus den Jahren 1910–12. Mit einer Höhe von 42 Metern überragt er die meisten Gebäude der Stadt deutlich. Es handelt sich bei dem seit 1999 unter Denkmalschutz stehenden Gebäude um das erste in Stahlbetonbauweise errichtete Gebäude Emdens. Ein Beispiel für gelungene Wiederaufbau-Architektur nach der Zerstörung der Stadt im Zweiten Weltkrieg war das aus den 1950er-Jahren stammende Reedereikontor der Firma Fritzen, das 1979 von der Stadt Emden übernommen und 2009 abgerissen wurde. Einige Beispiele für vorstädtische, giebelständige Wohnhäuser des Historismus nach Schweizerhausmanier haben sich an der Neptunstraße (Beispiele: die Hausnummern 5 und 6) erhalten.

## Kirchen

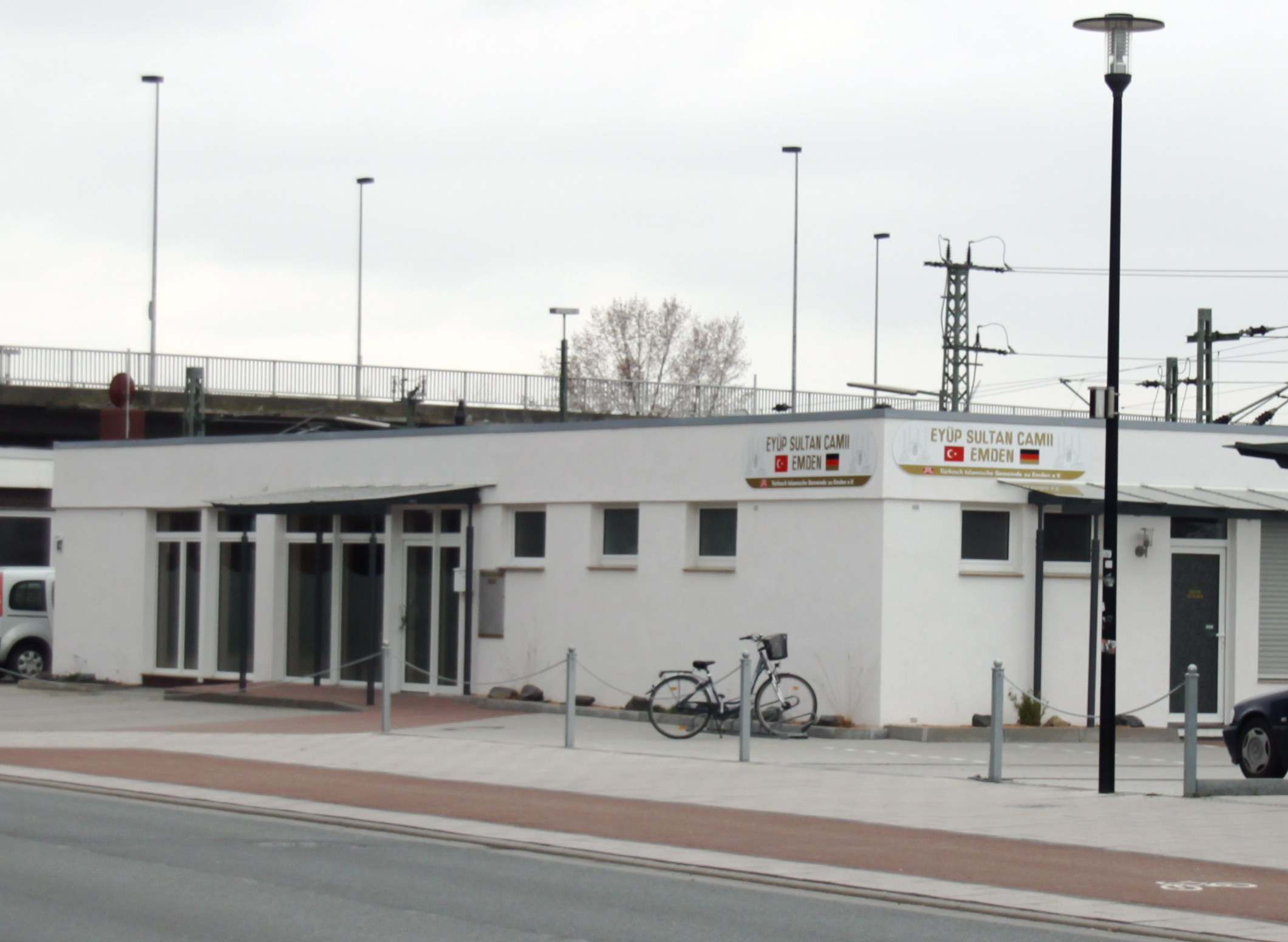
Die Eyüp-Sultan-Moschee

Wegen der unmittelbaren Nähe zur Altstadt mit ihren Kirchen bestand im Zuge der Erbauung des Behördenviertels kein Bedarf für weitere Kirchen. Erst nach dem Krieg wurde ein Gotteshaus der Neuapostolischen Kirche an der Ringstraße erbaut. In den 2000er-Jahren kam Emdens einzige Moschee, die Eyüp-Sultan-Moschee, hinzu.

## Persönlichkeiten
In einem Wohnhaus an der Fürbringerstraße wurde 1941 der Regisseur Wolfgang Petersen geboren. Aufgewachsen ist er allerdings in einer Barackensiedlung im Hafen.